# Lázadók (film, 2017)
A Lázadók (eredeti cím: Kings) 2017-es angol nyelvű filmdráma, amelyet Deniz Gamze Ergüven írt és rendezett. A főbb szerepekben Halle Berry és Daniel Craig látható.
A forgatás 2016. december 27-én kezdődött Los Angelesben és 2017 februárjában fejeződött be.
Világpremierje a 2017-es Torontói Nemzetközi Filmfesztiválon volt 2017. szeptember 13-án. A filmet három napon át vetítették a 2017 novemberében megrendezett Stockholmi Nemzetközi Filmfesztivál keretein belül. Az olaszországi Torinói Filmfesztiválon is bemutatták, majd 2018 tavaszán széles körben is megjelent.

## Cselekmény
Millie egyedülálló édesanya, 1992-ben Los Angeles South Central negyedében él és rajong a csavargókért. Bár már nyolc gyermeke van, akik mind a lakásában élnek, hamarosan újabb gyermeket vesz magához. A túlnyomórészt afroamerikaiak, latinok és koreaiak lakta városrészben a nő szomszédja Obie, az egyetlen fehér ember a környéken. Úgy tűnik, kettejüknek sosem lesz oka szövetségesekké válni – amikor felmentik azt a négy rendőrt, akik egy évvel korábban brutálisan megverték az afroamerikai Rodney Kinget egy letartóztatás során és zavargások törnek ki a városban, kénytelenek lesznek együttműködni Millie gyermekeinek védelmében.

## Szereplők
| Szerep           | Színész            | Magyar hang  |
| ---------------- | ------------------ | ------------ |
| Millie Dunbar    | Halle Berry        | Pikali Gerda |
| Obie Hardison    | Daniel Craig       | Stohl András |
| Jesse Cooper     | Lamar Johnson      |              |
| William McGee    | Kaalan "KR" Walker |              |
| Nicole Patterson | Rachel Hilson      |              |
| Keith            | Aries Spears       |              |
| Shawnte          | Issac Ryan Brown   |              |

## Fordítás
- Ez a szócikk részben vagy egészben  a   Kings (2017 film) című angol Wikipédia-szócikk fordításán alapul.  Az eredeti cikk szerkesztőit annak laptörténete sorolja fel. Ez a jelzés csupán a megfogalmazás eredetét és a szerzői jogokat jelzi, nem szolgál a cikkben szereplő információk forrásmegjelöléseként.